# Wassoulou

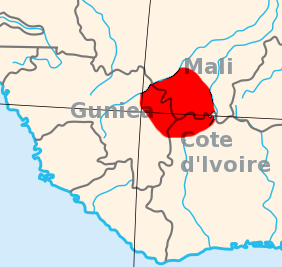
De regio Wassoulou in West-Afrika

Wassoulou is een regio in West-Afrika, op de grens van Mali, Ivoorkust en Guinee. Het gebied is de bakermat van de Wassoulou-muziek.

## Geschiedenis
Wassoulou vormde een deel van het rijk Toucouleur, maar scheidde zich in 1878 af onder Samory Touré. In 1880 werd Kabasarana onderdeel van Wassoulou, en in 1895 werd het Koninkrijk Kong door Wassoulou veroverd. Wassoulou werd in 1898 veroverd door Frans-koloniale troepen, en werd op 29 september van dat jaar opgenomen in Frans-Soedan.